# Zalaháshágy
Zalaháshágy là một thị trấn thuộc hạt Zala, Hungary. Thị trấn này có diện tích 12,13 km², dân số năm 2010 là 379 người, mật độ 31 người/km².